# Applecross

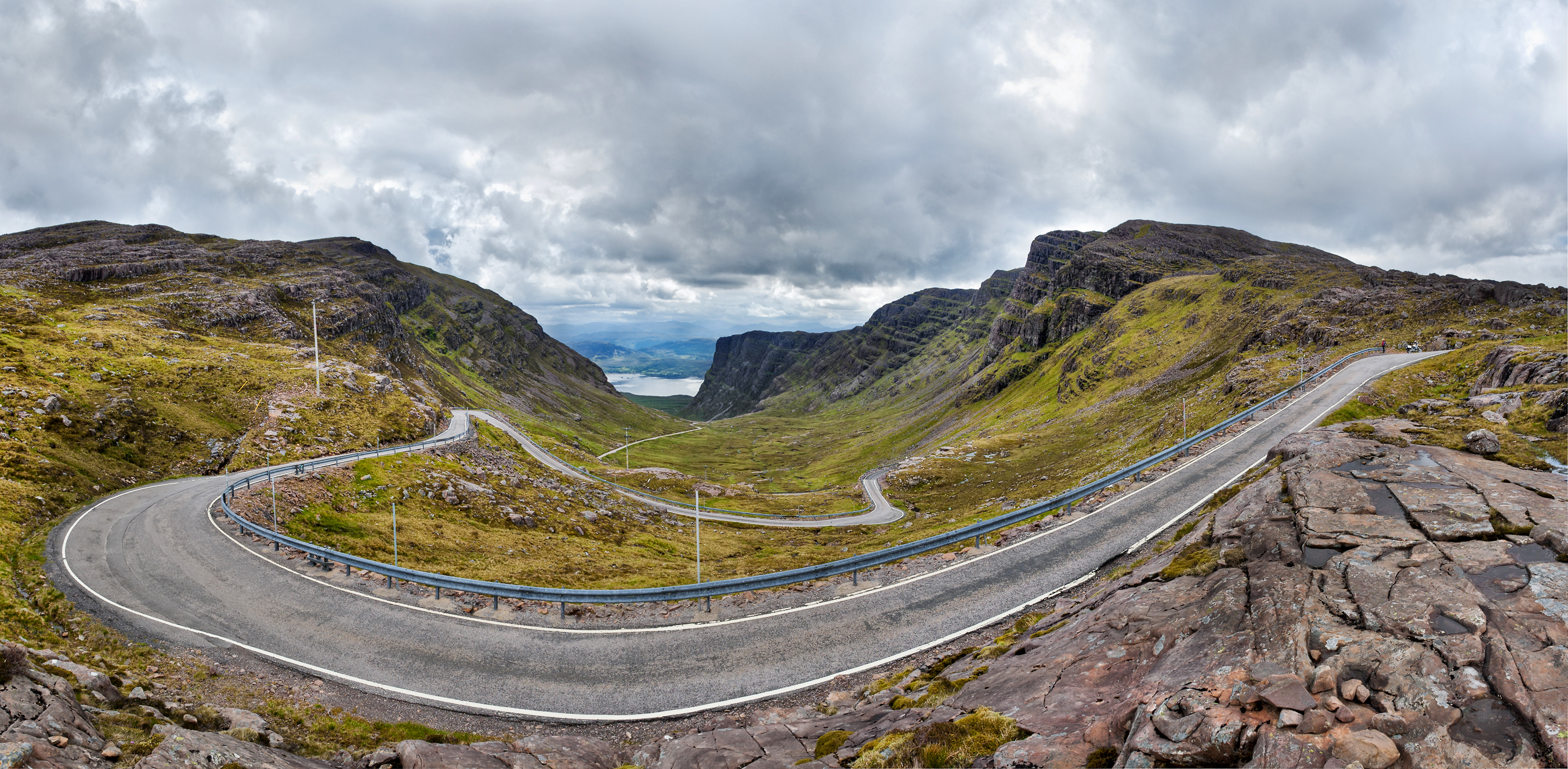
Die Passstraße über den Bealach

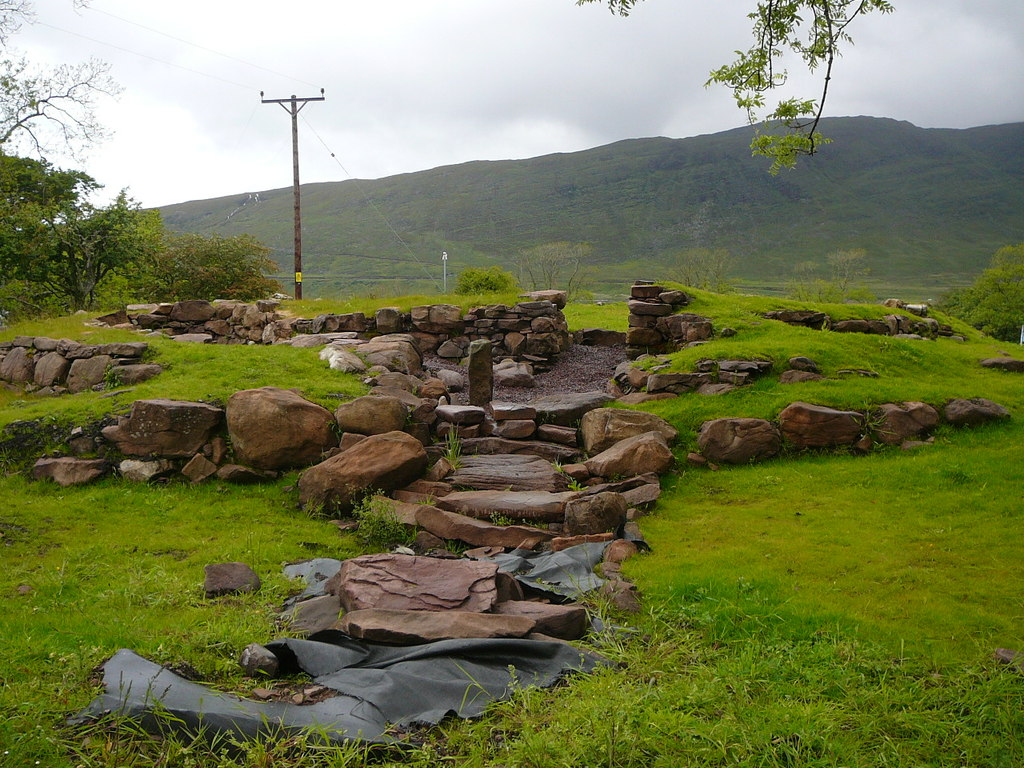
Ausgrabung am Broch von Applecross

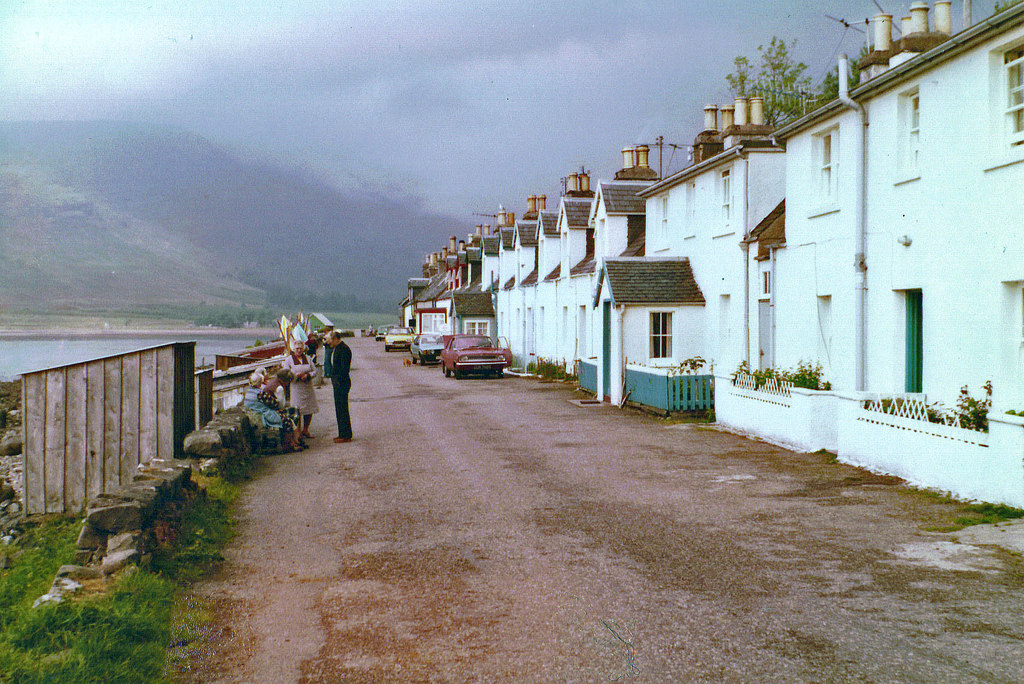
Shore Street auf Applecross

Die Applecross-Halbinsel (Gälisch: A' Chomraich, „Der Rückzugsort“) ist eine Halbinsel in Wester Ross in Ross-shire an der Westküste Schottlands. Der Name Applecross ist mindestens 1300 Jahre alt und wird nun örtlich gebraucht, um das Dorf aus dem 19. Jahrhundert  mit 238 Einwohnern, Postbüro und Pub zu bezeichnen, das an der kleinen Applecross-Bucht liegt, die durch den Inner Sound von der Hebrideninsel Raasay getrennt wird.
Die oft als „Applecross“ bezeichnete Häuserreihe wird auf manchen Karten auch so geschrieben, heißt aber eigentlich Shore Street („Küstenstraße“) und wird lokal The Street genannt. Der Name Applecross bezieht sich auf alle Siedlungen auf der Halbinsel, wozu Camusterrach, Culduie, Lonbain, Milltown, Sand, The Street, Toscaig und andere zählen. Auch das örtliche Gut heißt Applecross. Der kleine Fluss Applecross fließt bei der Siedlung in die Bucht.
Die extrem isolierte Applecross-Halbinsel war bis ins frühe 20. Jahrhundert nur per Boot erreichbar. Später verlief der einzige Straßenzugang jahrelang über eine der bekanntesten schwierigen Straßen Schottlands, die Bealach-na-Bà-Passstraße, die die Halbinsel durchquert und unterhalb des 774 Meter hohen Sgurr a' Chaorachain bis auf 626 Meter steigt. Die Siedlung wird heute auch durch eine Küstenstraße mit Shieldaig und Torridon verbunden. Die Straße verläuft entlang der Küste des Inner Sound und des Loch Torridon.

## Frühe Geschichte
Der Name Applecross ist die anglisierte Form des piktischen Namens Aporcrosan, „Zusammenfluss des [Fluss] Crossan“. Historisch ist diese Siedlung mit St. Máelrubai oder St. Maolrubha verbunden, der 671 aus dem wichtigsten irischen Kloster in Bangor im County Down kam. Er gründete Aporcrosan 672 in damals piktischem Gebiet und war der erste Abt des Klosters, bevor er 722 starb. Mehrere seiner Nachfolger sind in den irischen Annalen bis ins frühe 19. Jahrhundert aufgezeichnet. Das frühe Kloster befand sich etwa am Ort der späteren Pfarrkirche (das heutige Gebäude wurde 1817 erbaut). Eine große, unvollendete Kreuzplatte, die im Kirchhof steht, und drei fein gemeißelte Fragmente einer oder mehrerer weiterer in der Kirche verbliebener Platten dienen als Anzeichen des frühen Klosters. Die umgebende Region ist bekannt als a' Chomraich, „das Refugium“ auf Gälisch. Ihre Grenze war früher mit Kreuzen markiert. Der Stumpf eines dieser Kreuze, das 1870 zerstört wurde, überlebte zwischen Hofgebäuden in Camusterrach.
Auf Skye und im nördlichen Schottland gibt es viele Maelrubha gewidmete Kirchen, wobei der Name des Heiligen manchmal verballhornte Formen annimmt (etwa „Rufus“ in Keith in Banffshire). Loch Maree und seine heilige Insel Eilean Ma-Ruibhe (Ort einer frühen Kirche und eines heiligen Brunnens) sind ebenfalls nach dem Heiligen benannt.
Es wird angenommen, die Gegend von Applecross sei eine der frühesten besiedelten Gegenden Schottlands gewesen. In der Küstensiedlung Sand, nördlich der Hauptsiedlung, findet sich eine archäologische Stätte mit Abris und Køkkenmøddingern aus dem Mesolithikum.